# Chloroctenis similis
Chloroctenis similis är en fjärilsart som beskrevs av W. Warren 1899. Chloroctenis similis ingår i släktet Chloroctenis och familjen mätare. Inga underarter finns listade i Catalogue of Life.